# تأسيس إمارة شرق الأردن

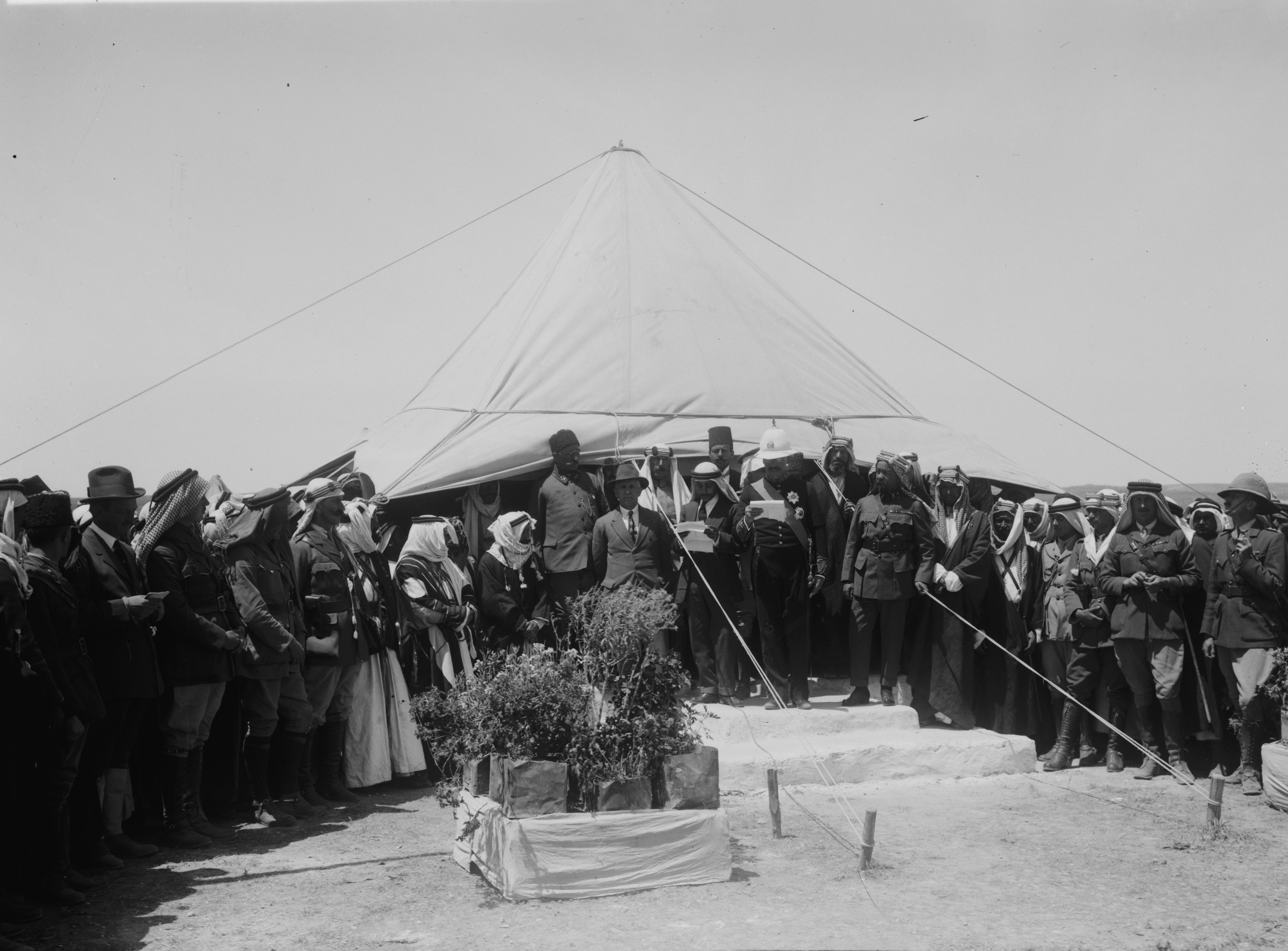
إعلان عبد الله زعيمًا لشرق الأردن ، أبريل 1921

اعتبر دخول عبد الله إلى شرق الأردن في 21 نوفمبر 1920 بداية الفترة الثانية للحكم الهاشمي في منطقة شرق الأردن بعد فترة خلو الحكم القصيرة. وصل الأمير عبدالله، الابن الثاني للشريف حسين، بالقطار إلى معان جنوب شرق بلاد الشام في 21 نوفمبر 1920 لاسترداد المملكة التي فقدها أخوه الأمير فيصل. وكان شرق الأردن حينها في حالة فوضى واعتبر على نطاق واسع أنه غير قابل للتحكم فيه من خلال حكوماته المحلية الضعيفة.
أمضى عبد الله أربعة أشهر تقريبًا في معان، ثم غادرها في أواخر فبراير/شباط متوجهًا إلى عمان في 2 مارس 1921 . فعليًا كانت قوات الأمير قد احتلت جميع أراضي شرق الأردن بحلول نهاية مارس 1921، دون معارضة. ثم بعد اتفاقه مع وزير المستعمرات البريطاني وينستون تشرشل في مؤتمر القاهرة، أنشئت إمارة شرق الأردن في 11 أبريل 1921 .

## خلفية
أنهت الحرب العالمية الأولى أربعة قرون من الحكم العثماني لبلاد الشام والحجاز وذلك من خلال الثورة العربية عام 1916؛ التي كانت مدفوعة بالإحساس العميق بالظلم تجاه السلطات العثمانية وتنامي القومية العربية. قاد الثورة الشريف حسين أمير مكة في العهد العثماني وأبناؤه عبد الله وفيصل وعلي، وهم من العائلة الهاشمية في الحجاز، نسل الرسول محمد. على المستوى المحلي في شرق الأردن كانت الثورة مدعومة من رؤساء القبائل، بما في ذلك البدو والشركس والمسيحيون. كما قدم الدعم للأمير حلفاء الحرب العالمية الأولى بريطانيا وفرنسا، اللتان تلاقت مصالحهما الإمبريالية مع القضية العربية. بدأت الثورة في 5 يونيو 1916 من المدينة وسارت شمالًا حتى وصل القتال إلى شرق الأردن في معركة العقبة في 6 يوليو 1917. وصلت الثورة ذروتها عندما دخل الأمير فيصل دمشق في أكتوبر 1918، وأنشأ إدارة عسكرية بقيادة عربية ضمن صلاحيات إدارة أراضي العدو الشرقية المحتلة (OETA) البريطانية الفرنسية المشتركة، وأعلن لاحقًا قيام المملكة العربية السورية التي كان جزءًا منها أراضي شرق الأردن. خلال هذه الفترة، ادعت مملكة الحجاز المجاورة أن معان والعقبة تدخلان ضمن أراضيها.
أجبرت المملكة الهاشمية الناشئة في سوريا الكبرى على الاستسلام للقوات الفرنسية في 24 يوليو 1920 بعد معركة ميسلون؛ حيث احتل الفرنسيون الجزء الشمالي فقط منها، تاركين شرق الأردن في فترة من خلو الحكم. كما فشل العرب في الحصول على اعتراف دولي، ويرجع ذلك أساسًا إلى اتفاقية سايكس بيكو السرية لعام 1916، التي قسمت المنطقة إلى مناطق نفوذ فرنسية بريطانية، وإعلان بلفور لعام 1917، الذي وعد اليهود بوطن قومي لهم في فلسطين[1][1][11]. اعتبر الهاشميون والعرب ذلك خيانة لاتفاقاتهم السابقة مع البريطانيين، ولا سيما ما أسفرت عنه مراسلات الحسين - مكماهون عام 1915 من تفاهمات أعلن فيها البريطانيون استعدادهم للاعتراف بدولة عربية موحدة مستقلة من حلب إلى عدن تحت حكم الهاشميين.

## مؤتمر السلط

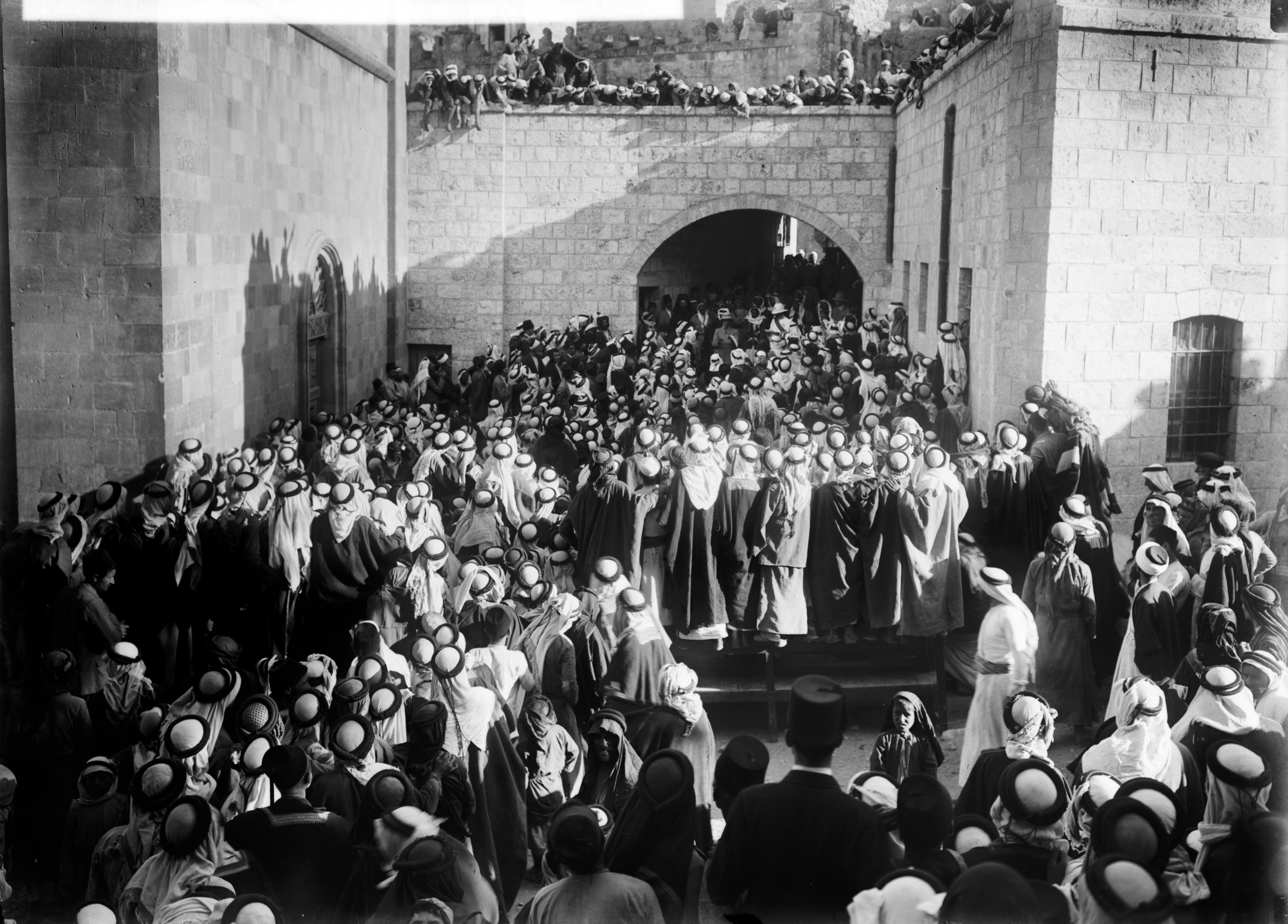
اجتمع السلطيون في 20 أغسطس 1920 بالمفوض السامي البريطاني لفلسطين وشرق الأردن.

عقب سقوط المملكة العربية السورية في 24 يوليو 1920، تنافس كل من الزعماء المحليين من تجار ورؤساء قبائل في منطقة شرق نهر الأردن والمسؤولين البريطانيين المكلفين في المنطقة على النفوذ السياسي. زار المفوض السامي البريطاني لفلسطين وشرق الأردن، هربرت صموئيل، شرق الأردن في 21 أغسطس للقاء أهل مدينة السلط كبرى المدن هناك. وقد أعلن هناك لستمائة من الشخصيات البارزة في شرق الأردن أن الحكومة البريطانية قد قررت جعل إدارة شرق الأردن منفصلة عن إدارة فلسطين وأن المستشارين البريطانيين سيساعدون في إنشاء الحكومات المحلية في جميع أنحاء البلاد. ووعدت المفوضية السامية بأن تزود بريطانيا شرق الأردن بالسلع التي يحتاجها السكان وأن تجارتهم الحرة مع فلسطين لن تتأثر مما سيساعد في تحفيز النمو الاقتصادي للأهالي.

## مؤتمر أم قيس
بعد شهر تقريبًا في 2 سبتمبر عقد الاجتماع الثاني بين شخصيات شرق الأردن والمسؤولين البريطانيين في أم قيس. حيث أعطى السكان المحليون عريضة للرائد فيتزروي سومرست طالبوا فيها بحكومة عربية مستقلة في شرق الأردن بقيادة عربية، كما طالبوا بهيئة تشريعية تمثلهم وبسلطة لسن التشريعات ولإدارة شؤون البلاد. كذلك طالب الأهالي بوقف بيع أراض في شرق الأردن لليهود ومنع الهجرة اليهودية إلى هناك بتاتًا؛ وأن تساعد بريطانيا في تمويل وتأسيس جيش وطني؛ وفي الحفاظ على حماية التجارة الحرة بين شرق الأردن والأقاليم المحيطة به.

## الحكومات المحلية
كنتيجة لهذين المؤتمرين، أرسل البريطانيون ستة ضباط للمساعدة في إنشاء السلطات المحلية في شرق الأردن في الفترة بين أغسطس 1920 ومارس 1921. كان منها:
1- حكومة دير يوسف في منطقة كورة عجلون برئاسة نجيب عبد القادر الشريدة.
2- حكومة جبل عجلون في جبل عجلون برئاسة راشد الخزاعي بن ضرغام من الفريحات.
3- «حكومة موآب» في الكرك برئاسة رفيفان المجالي.
4- حكومة الطفيلة برئاسة صالح عمران.
5- حكومة السلط بقيادة مظهر رسلان.
6- حكومة الوسطية في عجلون برئاسة ناجي مزيد العزام.
7- إدارة إربد برئاسة علي خولقي الشرايري.
8- إدارة جرش برئاسة فرع كايد من عائلة العتوم.
9- إدارة الرمثا برئاسة ناصر الفواز البركات من عائلة الزعبي.

## وصول عبد الله إلى شرق الأردن
يقول القيادي البارز في المجتمع الشركسي بشرق الأردن سعيد المفتي، أن البلاد عاشت حالة من الفوضى بعد انهيار المملكة العربية في سوريا وأنه وأهالي البلاد أرسلوا برقية إلى الشريف حسين:
كان مما أثر على الأمير عبد الله اشتعال ثورة في العراق ضد البريطانيين في مايو 1920، وسقوط المملكة العربية في سوريا، بيد الفرنسيين في يوليو التالي، فغادر المدينة المنورة في منتصف أكتوبر متوجهًا إلى الشام، إلا أن رحلته استمرت 27 يومًا بسبب الأضرار التي طالت سكة حديد الحجاز خلال الحرب العالمية الأولى. وكان السبب المعلن لذهابه إلى الشام استرداد مملكة أخيه الفقيدة.
وصل عبد الله إلى معان جنوبي الشام في 21 نوفمبر 1920. بمعية عدد من الرجال تراوح عددهم حسب المصادر من 300 ، إلى 1200 ، وحتى 2,000  .
أصدر الأمير في 5 ديسمبر 1920 بعد أسبوعين من وصوله إلى معان إعلانًا أن نيته الوحيدة في القدوم إلى البلاد كانت طرد الغزاة عنها، وكان قد راسل خلال هذه المدة قادة المؤتمر الوطني السوري ووجهاء شرق الأردن البارزين وناقش معهم سبل إخراج الأمة من أزمتها. لم تتدخل بريطانيا في هذه المراسلات وتراوح رد الزعماء المحليين على دعوة الأمير للقائه؛ فبعضهم تعاون معه كمتصرف السلط مظهر رسلان، وبعضهم لم يذهب إلى معان مطلقًا كمتصرف الكرك رفيفان المجالي، وطالب آخرون من البريطانيين ضمانات لاستمرار دفع رواتبهم في حال انضمامهم إلى الأمير.
دخلت قوات الأمير الكرك في يناير 1921 دون معارضة من بريطانيا. وكان الأمير عبد الله قد قضى الأربعة أشهر في معان، حيث غادرها في 29 فبراير 1921 متوجهًا إلى عمّان في 2 مارس 1921 [2][2].
خلصت نتيجة رؤية بريطانيا في المنطقة بحلول فبراير 1921 إلى أن تأثير الأمير قد طغى على كل من الحكومات المحلية والمستشارين البريطانيين في البلاد، وأدركت أنه مع قدوم الربيع ستتمكن قوات الأمير من إحكام سيطرتها على المنطقة، بدعم من الأهالي، وهو بالفعل ما حدث مع نهاية مارس 1921 .

## مؤتمر القاهرة

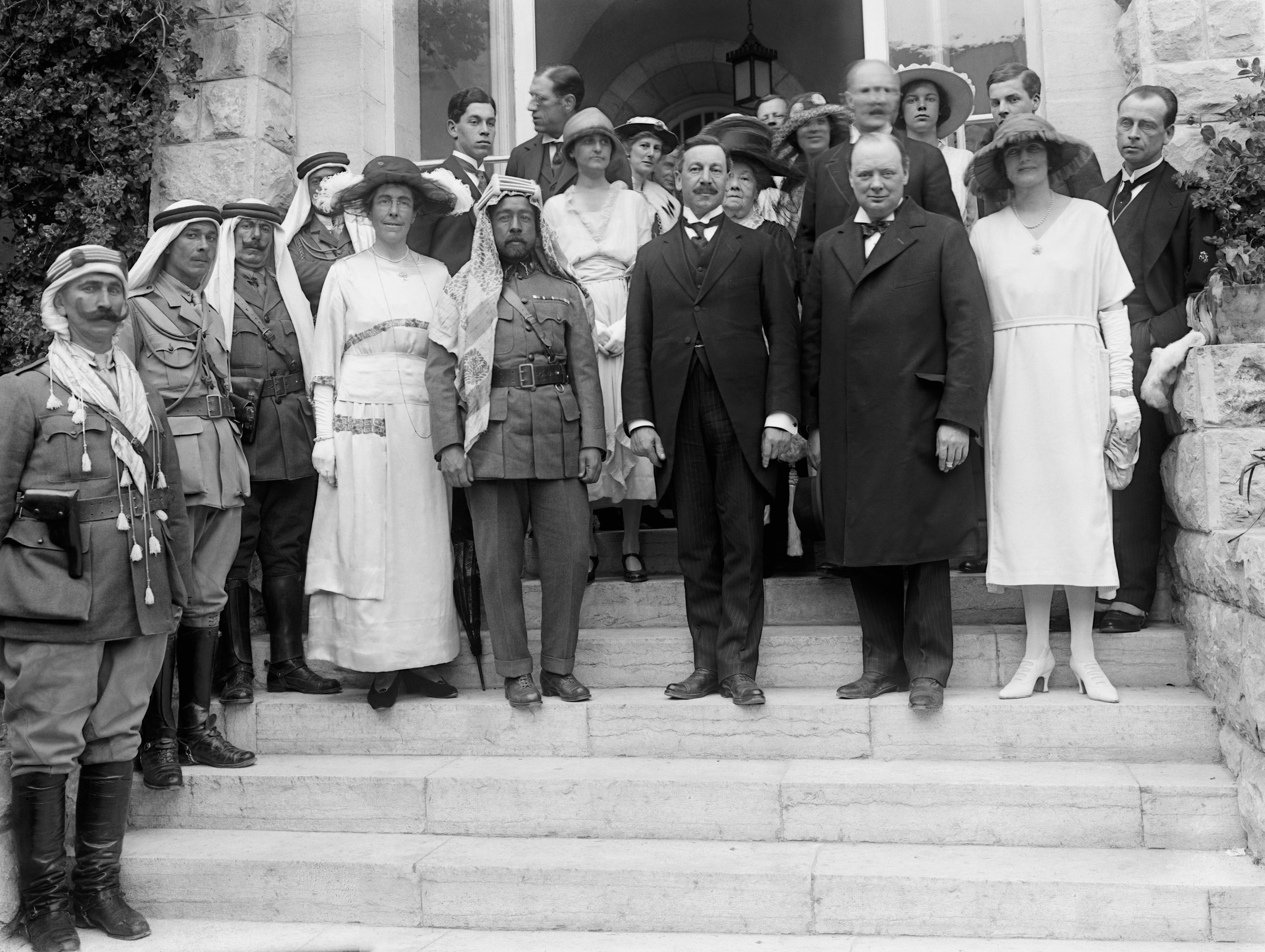
الأمير عبد الله والوفد المرافق ومسؤولون بريطانيون أمام مقر حكومة الانتداب البريطانية في القدس في 28 مارس 1921.

نظم ونستون تشرشل وزير المستعمرات البريطانية مؤتمرًا في القاهرة بين 12 و30 مارس 1921؛ كانت من نتائجه وضع ترتيبات للحكم في منطقة شرق الأردن واستثنائها من مشروع الوطن القومي اليهودي المزمع إنشاؤه في الشرق العربي.

## إعلان إمارة شرق الأردن
أعلنت إمارة شرق الأردن في 11 أبريل 1921 .

## قائمة المراجع
- Bradshaw، Tancred (30 مارس 2012). Britain and Jordan: Imperial Strategy, King Abdullah I and the Zionist Movement. I.B.Tauris. ISBN:978-0-85772-114-3. مؤرشف من الأصل في 2020-08-01.
- Salibi، Kamal S. (1998). The Modern History of Jordan. London: I B Tauris. ISBN:978-1860643316.
- Patai، Raphael (8 ديسمبر 2015). Kingdom of Jordan. Princeton University Press. ISBN:978-1-4008-7799-7. مؤرشف من الأصل في 2020-08-01.
- Vatikiotis، P.J. (18 مايو 2017). Politics and the Military in Jordan: A Study of the Arab Legion, 1921–1957. Taylor & Francis. ISBN:978-1-351-78303-3. مؤرشف من الأصل في 2020-08-01.
- Paris، Timothy J. (2003). Britain, the Hashemites and Arab Rule: The Sherifian Solution. Routledge. ISBN:978-1-135-77191-1. مؤرشف من الأصل في 2020-07-27.
- Sicker، Martin (1999). Reshaping Palestine: From Muhammad Ali to the British Mandate, 1831–1922. Greenwood Publishing Group. ISBN:978-0-275-96639-3. مؤرشف من الأصل في 2020-07-27.
- Wasserstein، Bernard (2008). Israel and Palestine: Why They Fight and Can They Stop?. Profile Books. ISBN:978-1-84668-092-2. مؤرشف من الأصل في 2020-11-14.
- Wilson، Mary Christina (1990). King Abdullah, Britain and the Making of Jordan. Cambridge University Press. ISBN:978-0-521-39987-6. مؤرشف من الأصل في 2020-11-14.
- Kirkbride، Sir Alec Seath (1956). A Crackle of Thorns: Experiences in the Middle East. J. Murray. مؤرشف من الأصل في 2020-08-01.
- Rudd, Jeffery A (1993). "Chapter 8: Abdullah and the Creation of Transjordan". Abdallah bin al-Husayn: The Making of an Arab Political Leader, 1908–1921 (PDF) (PhD). SOAS University of London.